# Christophe Condello
Pour les articles homonymes, voir Condello.
Christophe Condello est un poète, haïkiste, blogueur, chroniqueur et parolier, passionné de philosophie, né à Grenoble et vivant entre St-Côme et Laval (Québec) depuis 1996.

## Biographie
Grâce à l'UNEQ, Christophe Condello est parrainé par Normand de Bellefeuille au tout début de son processus d'écriture. « Il a été un modèle et une inspiration constante pour moi » affirme-t-il dans une entrevue.
Il écrira plusieurs recueils de poésie chez plusieurs maisons d'édition différentes en plus de publier ses poèmes dans plusieurs revues de création littéraires telles que : Exit, Moebius, Brèves littéraires, etc.
Sa poésie s'ancre à la fois dans le passé et dans le futur. Il dira à ce propos : « À la fois littérature la plus ancienne qui nous soit parvenue (sans doute est-elle au départ le moyen mnémotechnique pour fixer l'oralité dans la mémoire grâce au rythme et à la rime) mais aussi l'expression de demain, elle [sa poésie] colle parfaitement à la représentation photographique de notre société actuelle (brève, frappante, brillante, inspirante, relaxante...). Elle travaille la lumière pour éclairer notre conscience. » 
En 2006, il collabore avec Chantal Bergeron pour la publication du recueil de poésie Une main contre l'aube aux éditions du Passage.
Il est directeur littéraire de la Collection Magma Poésie, collection de poésie contemporaine, chez Pierre Turcotte Éditeur,
membre de plusieurs jurys, notamment au Conseil des arts et des lettres du Québec pour les bourses aux écrivains, pour le Prix intercollégial de poésie, ainsi que pour l'attribution du Prix Jacqueline-Déry-Mochon.
Il est membre de l'U.E.R.A (Union des Écrivains de Rhône-Alpes), de Poètes du monde et ancien responsable de la poésie de la revue Brèves littéraires.
Jeanie Bogart lors du Cochaux Show au Salon du livre de l'Estrie en octobre 2023 a fait une excellente critique radiophonique de son recueil Pieds nus dans l'âme.
Il est cofondateur du prix de L'excellence en poésie LaMétropole en 2023, grâce à Ricardo Langlois et avec Alain Clavet.

## Œuvre

### Autres publications
- Évelyne Voldeng, sourcière de mots, (Dirigé par Francine Chicoine [dir.]), Ottawa, Éditions David, 2004,  (ISBN 2895970262)
- Journal Métro et les affichettes électroniques du métro de Montréal pour le concours « Et si j’étais poète? », 2007[10].
- Livre d'or pour la paix, Anthologie de la littérature pacifiste (Gervais de Collins Noumsi Bouopda [dir.]), Montreuil, Éditions Joseph Ouaknine, 2008, 328 p.  (ISBN 9782356640079)[11]
- Anthologie de la poésie (ouvrage collectif), Paris, Éditions du Cygne, 2020, 60 p.  (ISBN 9782849245972)

Il a également publié ses poèmes dans plusieurs revues de création littéraires telles que : Exit, Brèves littéraires, Moebius, etc.

## Prix et honneurs
- 2007 : Finaliste du concours « Et si j'étais poète »[10]
- 2008 : Deuxième place du concours franco-italien de poésie « Le panache et le cœur »[12]
- 2008 : Finaliste du concours « Les Adex » — Le regard[13]
- 2021 : Finaliste des Grands Prix Desjardins de la culture de Lanaudière — Prix littérature[14]
- 2022 : 1er prix du meilleur texte de 4 lignes La Bonante 2022, décerné par l'Université du Québec à Chicoutimi
- 2022 : 2e prix du concours de poésie Max Rouquette, décerné par Le sentier des poètes, à Saint-Saturnin-de-Lucian en France[15]
- 2022 : Finaliste des Grands Prix Desjardins de la culture de Lanaudière — Prix littérature[14]